# Hallstatt (Archäologie)
Die Archäologie des Ortes Hallstatt im oberösterreichischen Salzkammergut ist von den reichen Salzvorkommen des Hallstätter Salzberges geprägt, der sich oberhalb des heutigen am See gelegenen Ortes in den Ostalpen befindet. Die Hallstätter Salzvorkommen werden nachweislich seit 1500 v. Chr. durch Bergbau erschlossen und bescherten dem Ort großen Reichtum.
In der Archäologie ist Hallstatt vor allem durch Funde aus einem Gräberfeld der älteren Eisenzeit berühmt, die den Ort namengebend für diese Epoche in ganz Europa werden ließen. Neben dem Gräberfeld mit seinen außergewöhnlich reichen Grabbeigaben sind inzwischen auch die Funde aus den prähistorischen Bergwerken weltweit bekannt, die dank der Erhaltungsbedingungen im Salzberg ein außergewöhnlich breites Spektrum umfassen.

## Spuren menschlicher Tätigkeit in Hallstatt
Spuren über 7000-jähriger menschlicher Tätigkeit in Hallstatt fanden sich bislang vor allem im Salzbergtal oberhalb des heutigen Ortes und im heutigen Ortsgebiet am Hallstätter See. Bekannt sind derzeit Strukturen aus der Bronzezeit, der Hallstattzeit, der Latènezeit und der Römerzeit. Diese werden ergänzt durch auch in Schriftquellen gut belegte Anlagen aus Hoch- und Spätmittelalter sowie der Neuzeit. Aus der Jungsteinzeit, der Völkerwanderungszeit und dem Frühmittelalter gibt es bislang lediglich vereinzelte Funde.
Auf dem Hallstätter Salzberg kennt man aus der Bronzezeit den Bergbau und Anlagen einer Fleischindustrie. Aus der Hallstattzeit sind der Bergbau und das Gräberfeld bekannt. In die Latènezeit gehört eine Siedlung auf der Dammwiese, die sich nahe an den ebenfalls bekannten Bergbauanlagen befindet. Im Tal und damit im Bereich des heutigen Ortsgebietes wurden eine Siedlung und ein Gräberfeld der römischen Kaiserzeit gefunden. Im Hochmittelalter angeschlagene Stollen, die zum Teil heute noch in Verwendung sind, finden sich ein wenig unterhalb der unteren Dammwiese. Bislang sind für keine Epoche Bergbau, Siedlung und Bestattungsplatz gemeinsam bekannt, sodass für jeden Zeitabschnitt nur ein beschränkter Blick in die Vergangenheit möglich ist.
Die Geschichte Hallstatts ist zu allen Zeiten eng mit dem Salzabbau verwoben. Da das gewonnene Salz, anders als andere Handelsprodukte, an seinem Bestimmungsort üblicherweise gänzlich verbraucht wird oder vergeht, ist es schwierig, eine Vorstellung von den Handelswegen und mitunter auch von der konkreten Nutzung zu gewinnen. Dass man mit Salz Fleisch und Milchprodukte konservieren kann, war auch den Menschen der Vorzeit bekannt. Darüber hinaus fand und findet es auch in Medizin und Viehzucht Verwendung. Zu allen Zeiten und in den unterschiedlichsten Kulturen haben die Menschen jedoch Wege gefunden, Salz zu ersetzen, sodass es nicht zwingend auf diese Weise verwendet worden sein muss. Denkbar ist auch eine Nutzung von Salz als Prestigeobjekt (siehe Salzgeld).

### Jungsteinzeit (ca. 5500–2200 v. Chr.)
Wann die ersten Menschen das Salzbergtal aufsuchten, ist nicht geklärt. Durch die Solequellen am Berg, die damals wie heute mit ihrem salzhaltigen Wasser Tiere anlockten, könnten sich Menschen, die diese Tiere jagten, schon recht früh im Tal aufgehalten haben.

Hirschgeweihpickel aus dem Hallstätter Salzbergtal, radiokarbondatiert auf 5000 v. Chr.

Die ältesten Fundobjekte, die die Anwesenheit von Menschen im Salzbergtal und auch im Gebiet des heutigen Ortes beweisen, datieren in die Jungsteinzeit. Etwa 7000 Jahre alt ist ein Pickel aus Hirschgeweih, den man 1838 im Kaiser-Josef-Stollen fand und der inzwischen einer Radio-Karbon-Analyse unterzogen wurde. Auf dem Hallstätter Salzberg und in der Umgebung des Ortes wurden außerdem mehrere Steinbeile gefunden. Sie datieren in den Zeitraum von 5000 bis 2000 v. Chr. Ihre Anzahl und die Vielfalt der Formen zeigen, dass Steinbeile auf dem Salzberg regelmäßig benutzt wurden. Da das Salzkammergut zu dieser Zeit nach derzeitigem Stand der Forschung noch nicht besiedelt war, könnte die frühe Anwesenheit von Menschen im Gebiet des heutigen Hallstatt ebenfalls auf die reichen Salzvorkommen zurückzuführen sein.

### Bronzezeit (ca. 2000–800 v. Chr.)

#### Bergbau
Der erste Salzabbau im Hallstätter Salzberg lässt sich um 1500 v. Chr. nachweisen. Spuren dieses bronzezeitlichen Bergbaus wurden unter anderem in den neuzeitlichen Grubenteilen Appoldwerk, Christian von Tuschwerk und Grünerwerk gefunden.
Die drei bislang bekannten bronzezeitlichen Bergwerke sind Schachtanlagen. Bei diesem Abbauverfahren wird ein Schacht vertikal in den Berg getrieben, bis man einen der reichen Kernsalzzüge erreicht, von denen der Hallstätter Salzberg durchzogen ist. Durch den Abbau des Salzes in diesen Kernsalzzügen entstehen seitlich vom Schacht abgehende Abbauräume. Die Schachtanlagen von Hallstatt erreichten Tiefen von über 100 m.

Rekonstruktion des bronzezeitlichen Salzabbaus an der Fundstelle Christian von Tuschwerk in Hallstatt.

Im Christian von Tuschwerk gelang es für einen bronzezeitlichen Abbauraum die Mindestmaße zu ermitteln. Dieser Raum hatte eine Grundfläche von 50 × über 20 m und war an manchen Stellen über 10 m hoch. Soweit bislang bekannt, wurde Salz in prähistorischer Zeit in Hallstatt ausschließlich im trockenen Abbau gewonnen. Die Bergarbeiter schlugen dazu mit ihren Bronzepickeln parallele Rillen in den Fels und lösten damit kleinere Salzstücke. In Tragsäcken brachte man das kleinteilige Salz über hölzerne Stiegen zum Schacht und mittels Wollsäcken über Seile anschließend an die Oberfläche. Eine dieser Holztreppen aus der Bronzezeit hat sich im Christian von Tuschwerk komplett erhalten. Die Treppe wurde dendrochronologisch untersucht und konnte auf die Jahre 1344 und 1343 v. Chr. datiert werden. Damit ist sie bislang die älteste erhaltene Holztreppe Europas. Die Auftrittsbreite von über 1 m erlaubte ein gleichzeitiges Benutzen in beiden Richtungen bzw. das Nebeneinandergehen von mehreren Menschen, wie es beim Tragen sehr schwerer Lasten erforderlich gewesen sein könnte. Die Stiege besteht prinzipiell aus drei Elementen: den beiden seitlichen Holmen, den Auftrittbrettern und den Distanzbrettern, die über und unter jedem Auftrittbrett in die seitlichen Holme eingelassen sind. Die beiden seitlichen Holme bilden die Wangen der Treppe. Sie bestehen aus Baumstämmen von 20 bis 35 cm Durchmesser. In diese ist je eine 6 cm breite und 8 cm tiefe Längsnut eingearbeitet. Die Auftrittbretter sind lediglich mit einem viereckigen Zapfen in den Wangen zu beiden Seiten in die Nut geschoben.

Bronzezeitliche Stiege aus den Hallstätter Salzbergwerken, dendrochronologisch auf 1344 und 1343 v. Chr. datiert.

Die Treppe war durch diese Konstruktionsweise einfach zu bauen, zu transportieren und zu reparieren. Sie gehört zu jenen Spezialentwicklungen des bronzezeitlichen Bergbaus, die in dieser Form nur in Hallstatt belegt sind. Da der Bergdruck die erhaltene Stiege im Christian von Tuschwerk zu beschädigen drohte, war es notwendig, sie an ihrem Fundplatz abzubauen und umzusiedeln. Die Stiege wurde vor dem Abbau umfassend am Fundort dokumentiert. Dann wurde sie in über 60 Einzelteile zerlegt, wobei aufgrund der Enge des Bergwerks und der umgebenden Fundschichten die Stiegenwangen zersägt werden mussten. Die Teile wurden ins Naturhistorische Museum nach Wien gebracht, wo eine umfassende technische Aufnahme durchgeführt wurde. Darüber hinaus wurde sie unter anderem erneut dendrochronologisch untersucht und es wurde eine Computertomographie durchgeführt.
Da die Stiege für ihre Erhaltung sehr spezielle klimatische Bedingungen benötigt, wie sie im Hallstätter Salzberg herrschen, und sie zudem der Öffentlichkeit zugänglich sein sollte, wurde sie im Besucherbergwerk der Salzwelten Hallstatt neu aufgestellt. In einem eigens dafür angelegten Schauraum ist sie dort seit Frühjahr 2015 Teil der regulären Führungen. Zuvor war sie ausschließlich im Rahmen von Sonderführungen zu sehen.
Um ein konstantes Klima für das bronzezeitliche Holz zu gewährleisten, wurde für die Stiege eine Großraumvitrine errichtet, die durch eine diffusionsdichte Folie vom Besucherraum abgeschlossen ist. Das Klima im Inneren der Kammer wird zusätzlich überwacht durch ein umfassendes Klima-Monitoring. Im Schauraum, dem „Bronzezeit-Kino“, informiert ein vierminütiger Dokumentarfilm unter anderem über einige der interdisziplinären Forschungen, die im prähistorischen Bergwerk durchgeführt werden. Die Arbeitsabläufe im bronzezeitlichen Bergbau werden in Form einer Animation visualisiert.
Aufgrund der ausgereiften Technik des Betriebes in den bekannten Grubenrevieren, vermuten die Hallstätter Montanarchäologen, dass diese bronzezeitlichen Bergwerke nicht die ältesten auf dem Salzberg sind. Diese Vermutung stützt sich neben der Größe der Abbauräume auch auf die Hallstätter Spezialentwicklungen, die sich unter den gefundenen Arbeitsmitteln immer wieder feststellen lassen. Sie waren exakt auf die Bedürfnisse in den Hallstätter Salzbergwerken abgestimmt und scheinen unabhängig zu sein von Anregungen aus anderen Bergwerken, wie etwa dem nahegelegenen Kupferbergbau am Mitterberg. Neben der oben beschriebenen Stiege gehören zu diesen Entwicklungen unter anderem Tragsäcke (siehe Kapitel Experimentelle Archäologie) und Schutzleder für die Hände.
Die drei bekannten bronzezeitlichen Bergwerke wurden im 13. Jahrhundert v. Chr. durch einen Schuttstrom verschüttet. Das von der Oberfläche in die Hohlräume eingedrungene Material hat im Grünerwerk und im Christian von Tuschwerk verhindert, dass der Bergdruck die Abbauräume wieder verschloss. Ob nach diesem Ereignis an anderer Stelle auf dem Salzberg unmittelbar neue Abbaubereiche erschlossen wurden oder ob es daraufhin bis in die Hallstattzeit keine professionelle Salzgewinnung auf dem Hallstätter Salzberg gab, ist noch ungeklärt.

#### Fleischproduktion und Almwirtschaft
Das Salz war in der Bronzezeit nicht das einzige, was die Hallstätter produzierten. Mehrere hölzerne Blockbauten, die bei ihrer Entdeckung im 19. Jahrhundert noch für Wohnbauten gehalten wurden, werden inzwischen allgemein als Anlagen zum Pökeln von Fleisch interpretiert. Die Größe der Anlagen ermöglichte die Verarbeitung derart großer Mengen, dass es gerechtfertigt scheint, von einer bronzezeitlichen Fleischindustrie zu sprechen. Zwischen 150 und 200 Schweine konnten gleichzeitig in einem Becken mit Salz gepökelt werden. Durch Radiokarbonanalysen des verwendeten Holzes ist die zeitliche Einordnung in das 13. und 12. Jahrhundert v. Chr. gesichert. Die Untersuchung der bei den modernen Grabungen gefundenen Tierknochen wies nach, dass in den Pökelwannen vor allem Schweinefleisch verarbeitet wurde. Außerdem fanden sich Knochen von Schafen, Ziegen und Rindern. In der Masse der geborgenen Knochen, die alle von Tieren einer eng begrenzten Altersgruppe stammen, fehlen regelhaft bestimmte Körperteile. Daher geht man in der modernen Forschung davon aus, dass nur spezielle Teile der an einem anderen Ort geschlachteten Tiere ins Salzbergtal geliefert wurden. Durch experimentelle Archäologie konnte nachgewiesen werden, dass das Klima im Inneren der Stollen ideal dazu geeignet ist, Rohschinken reifen zu lassen. Daher dürften die Fleischstücke nach dem Pökeln vermutlich in die Stollen gebracht worden sein.

#### Siedlung
Eine zu diesen Industrieanlagen gehörende Siedlung wurde bisher nicht entdeckt. Da es aber Funde von spätbronzezeitlicher Siedlungskeramik auf dem Salzberg gibt und sowohl die Instandhaltung der Bergwerke als auch die Fleischproduktion eine ständige Anwesenheit von Menschen auf dem Salzberg erforderten, geht man davon aus, dass die Menschen, die hier arbeiteten auch auf dem Salzberg wohnten. Ob es in dieser Zeit bereits eine Siedlung am Ufer des Sees gab, kann aufgrund des derzeitigen Forschungsstandes nicht entschieden werden.

#### Warenaustausch und Versorgung

Lebensbild zum Leben der Menschen in der Bronzezeit in den Hallstätter Bergwerken.

Begriffe wie „Industrie“, „Handel“ und „Produktionszentrum“ werden in der archäologischen Forschung kontrovers diskutiert. Die Annahme, dass Hallstatt in der Bronzezeit die Kriterien eines Produktionszentrums mit nahezu industriellen Arbeitsabläufen erfüllen könnte, stützt sich vor allem auf die Analyse der Arbeitsgeräte für den Salzabbau und die Standardisierung der umfangreichen Fleischverarbeitung. Das Hallstätter Salz wurde wahrscheinlich über weite Strecken transportiert. Denn die nächsten größeren heute bekannten Salzanbieter befanden sich mehrere hundert Kilometer entfernt in Mittel- und Süddeutschland, in Rumänien, im Nordosten Bosnien-Herzegowinas und in Ostfrankreich. Ob Ähnliches auch für die Fleischproduktion angenommen werden darf, lässt sich derzeit nicht sagen. Generell kann ein großer Bergbau, wie es ihn zu dieser Zeit in Hallstatt gibt, nicht nur Produktionszentrum sein. Die Bergarbeiter müssen mit Nahrung und Kleidung versorgt werden. Die Bergwerke erfordern einen regelmäßigen Nachschub an Betriebsmitteln, Werkzeugen und auch Arbeitskräften. Daher dürfte es Zuströme sowohl von Waren als auch von Menschen nach Hallstatt gegeben haben. Eine genaue Einschätzung der Bedeutung Hallstatts für das Umland, den allgemeinen Handel und speziell den Salzhandel ist derzeit noch nicht möglich. Weitere Kenntnisse darüber könnten aus dem Gräberfeld und der Siedlung dieser Epoche zu gewinnen sein, die beide jedoch noch nicht gefunden wurden, sowie aus modernen landschafts- und umweltarchäologischen Untersuchungen des Umfeldes.

### Hallstattzeit (ca. 800–400 v. Chr.)
Ob die Salzproduktion in Hallstatt bereits in der Bronzezeit zu Reichtum führte, kann noch nicht entschieden werden. Aber spätestens in der älteren Eisenzeit bildete sie die Grundlage wirtschaftlichen Wohlstandes.

#### Bergbau

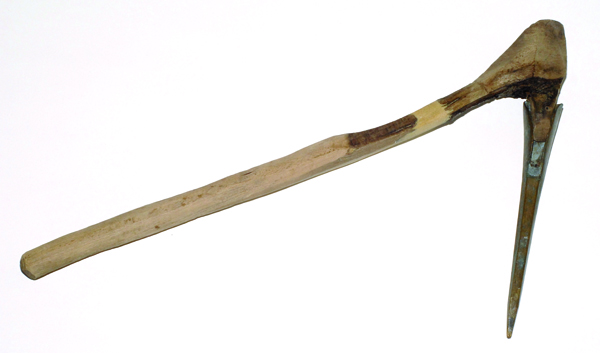
Original Bronzepickel aus den prähistorischen Bergwerken von Hallstatt

Der älteste hallstattzeitliche Bergbau ist erst etwa 300 Jahre nach dem Ende des bronzezeitlichen Bergbaus nachweisbar. Er befindet sich an völlig anderer Stelle auf dem Salzberg und wendet auch eine andere Abbaumethode an. Ein auffälliger Unterschied zum Bergbau der vorangehenden Epoche zeigt sich außerdem im sparsameren Umgang mit Ressourcen. Funde aus dieser Zeit zeigen häufig Spuren von Reparaturen. Außerdem werden viele Dinge, nachdem sie für ihren ursprünglichen Zweck nicht mehr geeignet sind, einer neuen Verwendung zugeführt: Gebrochene Pickelstiele wurden zum Beispiel als Hackunterlagen benutzt und an zerbrochenem Holzgeschirr konnte man Spuren vom Zusammenkratzen des Salzes finden.
Zur Salzgewinnung legte man nun horizontale Abbauräume an, die dem Verlauf der Salzadern folgten. Diese Abbauräume konnten enorme Dimensionen erreichen. Der am besten erforschte ist über 170 m lang, 5–27 m breit und bis zu 20 m hoch. Als Arbeitsgerät wurden in Hallstatt auch in dieser Zeit weiterhin Pickel aus Bronze verwendet. Zur Salzgewinnung schlug man mit dem Pickel herzförmige Rillen in den Salzstock, deren Spuren unter anderem an der Fundstelle Stügerwerk in der sog. Herzkammer noch heute als Negative im Gestein zu sehen sind.

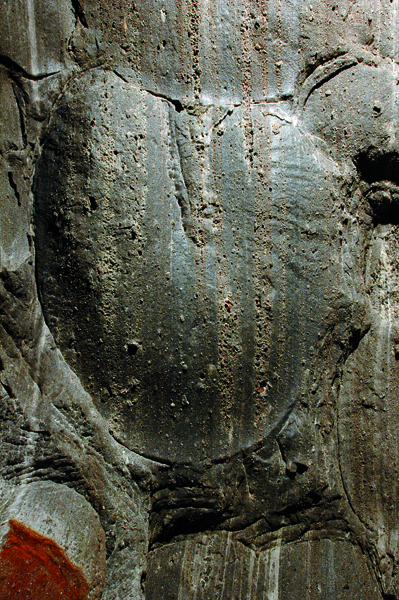
Eine der herzförmigen Abbaufiguren aus den hallstattzeitlichen Salzbergwerken von Hallstatt.

Von der Mitte dieser „Herzen“ ausgehend wurden anschließend vermutlich 2 Salzplatten pro „Herz“ aus dem Gestein gelöst. Aus dem hallstattzeitlichen Abbau sind zwei originale Platten erhalten. Die kleinere der beiden wiegt 12 kg und gehört – nach heute bekannten Negativen im Gestein zu urteilen – zu den kleinsten der damals abgebauten Stücke. Die größere erhaltene Platte wiegt 42 kg.

Lebensbild des hallstattzeitlichen Bergbaus in den Hallstätter Salzbergwerken.

Aufgrund der Negative nimmt man für die größten der abgebauten Salzplatten ein Gewicht von weit über 100 kg an. Bislang ist es den Hallstätter Experimentalarchäologen noch nicht gelungen, Salzplatten dieser Art zu gewinnen. Die Vorstellungen über den Abbau sind daher noch sehr vage. Kleinteiliges Salz, das beim Arbeitsprozess offensichtlich anfiel, blieb in den Abbauräumen zurück. Das Heidengebirge aus dieser Zeit zeichnet sich daher durch einen hohen Anteil an kleinteiligem Salz aus. Die Analysen der Skelette aus dem Gräberfeld legen nahe, dass vorwiegend Frauen das Salz aus dem Bergwerk getragen haben. An ihren Knochen wurden häufig einseitige Abnutzungen festgestellt, wie sie durch das Tragen schwerer Lasten entstehen. Ab einem Lebensalter von etwa 8 Jahren wurden Abnutzungserscheinungen auch an den Kinderskeletten aus dem Gräberfeld festgestellt.

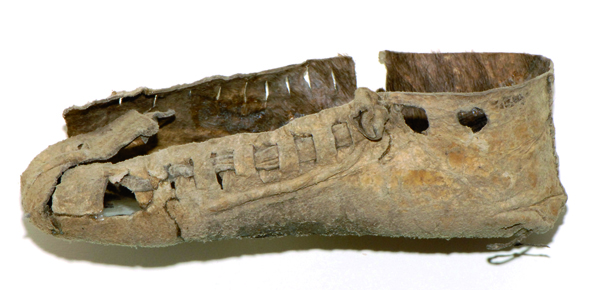
Lederschuh aus den hallstattzeitlichen Salzbergwerken in Hallstatt.

Veränderungen an der oberen Halswirbelsäule deuten darauf hin, dass die Kinder regelmäßige schwere Lasten auf dem Kopf getragen haben. Die Kinder waren somit wahrscheinlich schon früh in den Arbeitsprozess eingebunden. Der Aufenthalt von Kindern im Bergwerk wird außerdem durch Funde nahegelegt. Erhaltene Schuhe, die den heutigen Größen 31/32 und 34/35 entsprechen sind hierfür ein Indiz.
Durch die Tätigkeit der Frauen dürften außerdem Säuglinge in den Gruben gewesen sein, die gestillt werden mussten. Diese Annahme wird durch den Fund einer Fellkappe unterstützt, die für einen Stirnumfang von 41,2 cm bestimmt war und daher nur von einem Säugling stammen kann.
Um die Mitte des 4. Jahrhunderts v. Chr. kommt der Salzabbau in Hallstatt plötzlich zum Erliegen.
Die Abbauhallen dieser Zeit sind fast alle gänzlich mit Material verfüllt, das von der Oberfläche eingedrungen ist. Man geht daher davon aus, dass ein schwerer Schuttstrom den Bergbau zum Erliegen brachte, durch welchen auch das Tal für viele Jahre unbewohnbar wurde. Ein Bergarbeiter, der bei dieser Katastrophe ums Leben kam, wurde 1734 bei Salzabbau im Kilbwerk gefunden. Wie den Aufzeichnungen der Saline zu entnehmen ist, war sein gut erhaltener Körper (siehe Kapitel Erhaltungsbedingungen im Bergwerk) völlig in das Gebirge eingewachsen. Der „Mann im Salz“, von dem zunächst unklar war, in welcher Zeit er gelebt hatte, wurde ins Tal gebracht und auf dem Hallstätter Friedhof beerdigt. Nachgrabungen an der Fundstelle des Toten in den 1960er Jahren konnten den Zusammenhang mit der Katastrophe in der Frühlatènezeit und dem Ende des hallstattzeitlichen Bergbaus nachweisen.

#### Gräberfeld

Inventar des Grabes N18 aus dem Hallstätter Gräberfeld bei der Auffindung.

Inventar des Grabes N18 aus dem Hallstätter Gräberfeld nach der Restauration.

Das hallstattzeitliche Gräberfeld gehört zu den wichtigsten archäologischen Hinterlassenschaften der Welt. In den Gräbern aus der Zeit von 800 bis 400 v. Chr. finden sich Luxusgüter aus ganz Europa, die weit reichende Kontakte bezeugen (siehe Kapitel Warenaustausch und Versorgung). Ein großer Teil der Gräber wurde bereits im 19. Jahrhundert ausgegraben. Da die archäologische Forschung ihre Techniken und Methoden in dieser Frühzeit erst entwickelte, sind die vorliegenden Informationen über jene Grabungen nach heutigen Maßstäben nicht vollständig. Für das Hallstätter Gräberfeld ist mit den Aufzeichnungen von Johann Georg Ramsauer eine der besten Dokumentationen aus der Frühzeit der Archäologie erhalten. Wissenslücken bestehen aber dennoch selbst über die von ihm untersuchten Bereiche; zum Beispiel dadurch, dass die Skelette nicht erhalten sind und zerbrochene Gefäße aus Ton nicht geborgen wurden. Manche Fragen können daher nur beantwortet werden, wenn man Beobachtungen, die während der neueren Untersuchungen in einem kleineren Gebiet gemacht wurden, auf das gesamte Gräberfeld überträgt. So zeigen zum Beispiel die neuen Ausgrabungen, dass das Gräberfeld sehr dicht belegt war. Die Belegungsdichte für die Bereiche der Altgrabungen lässt sich weder aus Aufzeichnungen noch aus den Funden ermitteln. Überträgt man die Zahl der Gräber in den modernen Grabungsbereichen auf das gesamte Gräberfeld ergibt sich eine theoretische Gesamtzahl von ehemals etwa 5000 bis 6000 hier begrabenen Toten.

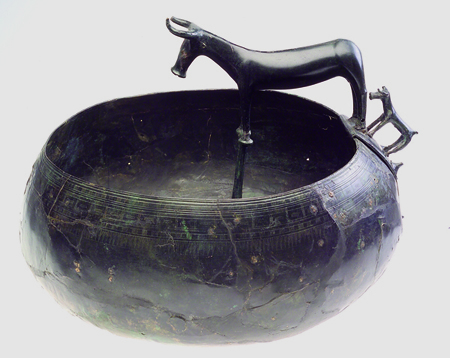
„Zeremonialgefäß“ (?) aus Bronze mit aus einer großen und einer kleinen Rinderfigur zusammengesetztem Henkel aus dem Gräberfeld von Hallstatt.

In den Gräbern wurden Menschen aller Altersstufen beigesetzt, von Säuglingen bis hin zu sehr alten Männern und Frauen. Da an vielen Skeletten Abnutzungsspuren erkennbar sind, die auf eine anstrengende körperliche Tätigkeit zurückgeführt werden können, geht man davon aus, dass diese Menschen zu Lebzeiten im Bergwerk oder in der Salzverarbeitung gearbeitet haben. Während der gesamten Belegungszeit des Friedhofes wurden die Toten sowohl in Körper- als auch in Brandgräbern beigesetzt. Eine von Ramsauer angenommene dritte Bestattungsart, die Teilverbrennung, wurde in der Hallstattzeit sonst nirgends beobachtet. Da außerdem in den neuen Untersuchungen derartige Gräber nicht mehr gefunden wurden, geht man inzwischen davon aus, dass es diese Bestattungsart auch in dem von Ramsauer untersuchten Bereich nicht gab. Die heutigen Ausgräber vermuten, dass es Ramsauer und seiner Grabungsmannschaft in diesen Fällen nicht gelungen ist, verschiedene Gräber, die zu unterschiedlichen Zeiten an derselben Stelle angelegt wurden, korrekt voneinander zu trennen.
Das Verhältnis von Brand- und Körperbestattungen im Gräberfeld ist während der gesamten Nutzungszeit sehr ausgeglichen. Zu Beginn der Nutzung (in HaC) überwiegt die Zahl der Brandbestattungen leicht, gegen Ende (in LtA) wurde häufiger in Körpergräbern bestattet. Die Beigaben in den Brandgräbern sind in Hallstatt in der Regel höherwertiger als jene in den Körpergräbern. Der Unterschied ist so auffällig, dass man hier in der Wahl der Bestattungsart eine Kennzeichnung des sozialen Ranges erkennen kann.
Bei den Brandbestattungen im Hallstätter Gräberfeld überwiegen die sog. Brandschüttungen während in anderen Gräberfeldern dieser Zeit Urnenbestattungen häufiger vorkommen.

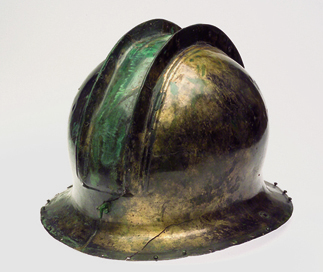
Doppelkammhelm aus Bronze aus dem Hallstätter Gräberfeld.

In Hallstatt gibt es insgesamt nur 12 Urnengräber, von denen 7 von Ramsauer und 5 von den heutigen Forschern gefunden wurden. Die darin enthaltenen Grabbeigaben waren deutlich weniger wertvoll als jene in den Brandschüttungsgräbern und entsprachen der Ausstattung in den Körpergräbern. Brandschüttungsgräber, bei denen der Leichenbrand sich in kreisrunder Form im Grab erhalten hat, werden heute als Hinweis auf ein Behältnis aus organischem Material wie Stoff oder Leder gedeutet. Einen Nachweis über derartige Behältnisse gibt es bislang allerdings nicht.
Bei den Körperbestattungen, die aus dem Hallstätter Gräberfeld bekannt sind, wurden die Toten üblicherweise auf dem Rücken liegend mit seitlich am Körper ausgestreckten Armen begraben. Es überwiegt eine West-Ost-Orientierung, d. h. der Kopf lag im Westen, die Füße im Osten. Gelegentlich wurden auch eine Süd-Nord- und eine Nord-Süd-Orientierung festgestellt. Ramsauers Dokumentation beinhaltet viele Darstellungen von Skeletten mit unregelmäßig angewinkelten Gliedmaßen. Auch in den neuen Grabungen fanden sich vereinzelt von der gestreckten Rückenlage abweichende Körperhaltungen der Toten. Häufig ließen sich diese auf Verschiebungen im Hang oder ähnliche Einflüsse von außen zurückführen.
Zu den vielfältigen Grabbeigaben, die in Hallstatt bislang gefunden wurden, zählen neben zahlreichen Gefäßen aus unterschiedlichen Materialien kunstvolle Waffen und aufwendig gestalteter Schmuck. Grabbeigaben von so außergewöhnlichem Wert und so hoher Qualität wie sie in den Gräbern der Hallstätter Bergarbeiter gefunden wurden, kennt man sonst nur aus den Prunkgräbern dieser Zeit. In den sog. Hallstätter Kriegergräbern, die aus der Zeit von 800 bis 600 v. Chr. (HaC) stammen, fanden sich Schwerter aus Bronze oder Eisen.

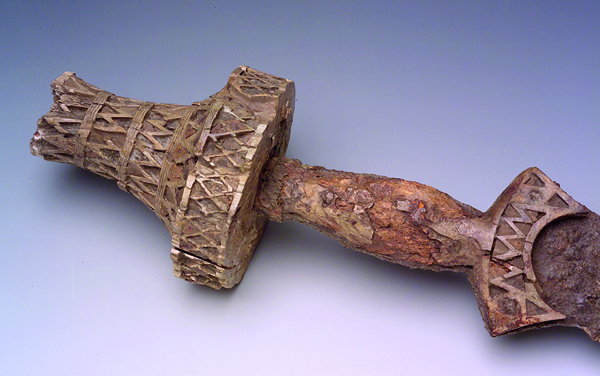
Schwertgriff aus Elfenbein mit Bernsteineinlagen aus dem Gräberfeld von Hallstatt

Insgesamt 20 Stück sind erhalten, die prunkvollsten unter ihnen haben kunstvolle Elfenbeingriffe. Gegen Ende der Hallstattzeit von 600 bis 400 v. Chr. (HaD) finden sich in diesen Gräbern die sog. Antennendolche. Die Griffe dieser Dolche sind oft sehr prachtvoll verziert und mitunter auch figürlich ausgearbeitet.
Der ehemalige Umfang der keramischen Beigaben, wie Schalen und Töpfe, kann heute nur geschätzt werden, da die oft in viele Teile zerbrochenen Gefäße bei den Altgrabungen meistens nicht geborgen wurden. Aus den ersten 980 Gräbern, die unter Ramsauer ausgegraben wurden, sind nur 50 Gefäße erhalten, während aus den aktuell 101 Gräbern der jüngeren Grabungen rund 350 Gefäße geborgen wurden.
Das hallstattzeitliche Gräberfeld wurde auch zu Beginn der Latènezeit noch genutzt. Ein besonders reiches Grab dieser Zeit trägt die Bezeichnung 994. Es beinhaltete ein Schwert mit aufwendig figürlich verzierter Schwertscheide. Das Grab, in dem das Schwert als Beigabe deponiert war, wurde 1874 bei den Ausgrabungen von Bartholomäus Hutter entdeckt (siehe Kapitel Forschungsgeschichte – Altgrabungen und Verbleib der Funde). Das Schwert war in der Schwertscheide steckend und in Stoff eingeschlagen neben dem rechten Arm des Toten abgelegt worden. Das Griffende des Schwertes ist zu beiden Seiten als Vogelkopf ausgearbeitet. Die Darstellung auf der Schwertscheide ist durch Bandmuster in vier Bildfelder gegliedert. Das größte Bildfeld zeigt vier bewaffnete Reiter, vor denen eine Gruppe von drei Bewaffneten schreitet. Unter dem Pferd des ersten Reiters ist eine liegende Figur zu erkennen, die ebenfalls als Krieger gedeutet wird. In den kleineren Bildfeldern zu beiden Seiten des Hauptbildes ist jeweils ein Rad zu sehen, das von zwei Personen gehalten wird. Im Bereich der Schwertspitze ist in einem weiteren Feld der Ringkampf zweier Männern abgebildet. Die Deutung der Darstellung auf der Schwertscheide aus Grab 994 ist in der Forschung umstritten. Sie wird durch das Fehlen gleichartiger Funde und den unbekannten Herstellungsort des Schwertes erschwert. Fritz Eckart Barth deutet die beiden dargestellten Räder als pars pro toto für Streitwagen, die gemeinsam mit berittenen Kämpfern und bewaffneten Fußsoldaten in eine Schlacht ziehen. Der Liegende unter dem ersten Pferd wird nach dieser Theorie als gestürzter Fußsoldat gedeutet, dem der zweite Reiter mit seiner Lanze aufhilft.
Das Grab mit der Nummer 994 gehört zu den letzten Bestattungen, die im Gräberfeld von Hallstatt angelegt wurden.

#### Siedlung und Alltag
Eine Siedlung aus dieser Zeit ist auf dem Salzberg nicht bekannt, wird aber von den in Hallstatt forschenden Archäologen ebenso wie für die vorangehende Epoche und aus ganz ähnlichen Gründen angenommen. Als zusätzliches Argument wird angeführt, dass Gräberfelder der Hallstattzeit sich üblicherweise in Sichtweite der zugehörigen Siedlungen befanden.

Hallstattzeitlicher Kochlöffel mit noch anhaftenden Speiseresten aus den Hallstätter Salzbergwerken. Der Löffel ist 62 cm lang.

Menschliches Exkrement aus der Hallstattzeit, gefunden in den Hallstätter Salzbergwerken.

Was das Leben der Bergleute anbelangt, so geben die Funde aus dem Bergwerk speziell über deren Ernährung Aufschluss. Neben einem Kochlöffel mit Speiseresten lassen Haselnussschalen, Obstkerne, Spanschachteln mit Kaseinresten und menschliche Exkremente diesbezüglich Rückschlüsse zu. Man geht davon aus, dass direkt vor Ort in der Grube gekocht wurde, weil sich neben dem Kochlöffel auch Scherben von Kochgeschirr sowie zahlreiche angebrannte Hölzer fanden. Außerdem dürfte offenes Feuer in den Grubenanlagen für die Luftzirkulation unentbehrlich gewesen sein. Die recht einheitliche Zusammensetzung der vielen menschlichen Exkremente aus den Gruben beweist, dass das Essen sich zumeist aus einem Brei aus Gerste, Hirse und Saubohnen zusammensetzte – gekocht mit minderwertigen schwartenreichen Fleischteilen. Noch heute zählt ein ganz ähnlicher Brei zu den typischen Gerichten der ostalpinen Regionalküche. Der heute unter der Bezeichnung Ritschert bekannte Eintopf hat sich über den Zeitraum von mindestens 3500 Jahren nur wenig verändert.

#### Warenaustausch und Versorgung

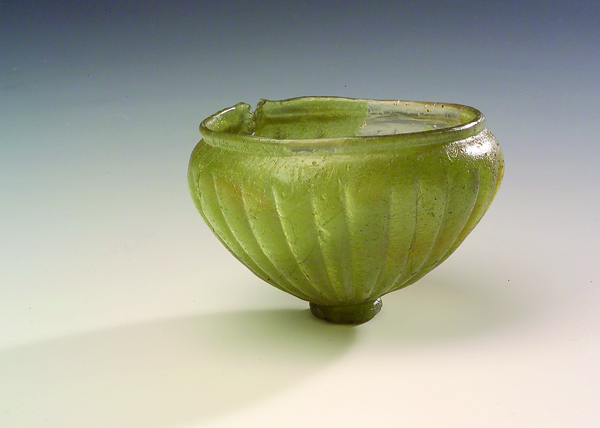
Glasschale aus dem Gräberfeld von Hallstatt. Sie dürfte wahrscheinlich aus dem oberen Adriaraum stammen.

Viele Grabbeigaben aus dem Gräberfeld stammen aus weit entfernten Produktionsstätten und bezeugen Kontakte der Hallstätter in ganz Europa und darüber hinaus. Ob diese Stücke in der Fremde erworben oder durch Fremde hergebracht wurden, ob sie als Geschenke unter Handeltreibenden oder Erinnerungsstücke aus der alten Heimat zu verstehen sind oder ob sie durch Raub oder als Kriegsbeute in den Besitz der Bestatteten gelangten, kann nicht entschieden werden. Daher sind die Grabbeigaben für Beurteilungen der Rolle Hallstatts im überregionalen Handel nur bedingt aussagekräftig. Das große Ausmaß des Salzabbaus im Salzbergtal lässt vermuten, dass Hallstatt zumindest ein bedeutendes Produktionszentrum war und dass das Salz in dieser Zeit über weite Strecken verhandelt wurde (vgl. Kapitel „Bronzezeit – Warenaustausch und Versorgung“).

### Latènezeit (ca. 400 v. Chr. – 30 n. Chr.)
Ob die Bergbautätigkeit seit der Katastrophe in der Mitte des 4. Jhs. völlig zum Erliegen kam, ist noch nicht geklärt. Die ältesten bekannten Bergwerks- und Siedlungsreste datieren in das 2. Jahrhundert v. Chr. und befinden sich an einer geschützteren Stelle auf der höher im Salzbergtal gelegenen Dammwiese. Die Dammwiese ist ein Hochmoor, das auf 1357 m Seehöhe knapp unter der Baumgrenze liegt. Muren und Schuttströme gibt es dort nicht.

#### Gräberfeld
Ein Gräberfeld, das zeitlich zu den Anlagen auf der Dammwiese gehört, wurde bislang noch nicht gefunden. Dennoch sind aus Hallstatt auch latènezeitliche Gräber bekannt, denn die letzten Bestattungen im berühmten Gräberfeld von Hallstatt datieren in die Frühlatènezeit (siehe Kapitel „Hallstattzeit – Gräberfeld“).

#### Bergbau
Ab dem 2. Jahrhundert v. Chr. befanden sich die Bergwerke in den am höchsten gelegenen Abbaubereichen des Salzberges. Der moderne Salzabbau, der sich systematisch von oben nach unten durch den Berg arbeitet, hat dieses Gebiet schon im 16. und 17. Jahrhundert erreicht. Alle Stollen, die in diesen Bereich des latènezeitlichen Abbaus führen, hat der Bergdruck inzwischen wieder verschlossen. Heute ist daher kein einziger der in den Salinenakten genannten Fundpunkte mehr zugänglich. Aus den Aufzeichnungen geht hervor, dass das latènezeitliche Bergwerk mit 72.000 m² Fläche und 330 m Tiefe das bislang größte der prähistorischen Bergwerke gewesen sein dürfte. Über die Abbautechnologie dieser Epoche ist nichts bekannt. Zu dem Wenigen, was von diesen Bergwerken erhalten ist, gehören die Reste eines bei einer Ausgrabung 1937 festgestellten Stolleneingangs mit zugehörigem Mundlochhaus. Teile des Stolleneingangs sind heute im Museum Hallstatt ausgestellt. An Fundobjekten sind neben einem Schuh zwei Schaufeln und zwei Werkzeugstiele erhalten.

#### Siedlung
Die Siedlung der Latènezeit ist die einzige tatsächlich nachgewiesene auf dem Salzberg. Sie konnte in Grabungen in den 80er Jahren des 19. Jahrhunderts und der ersten Hälfte des 20. Jahrhunderts archäologisch erfasst werden. In der feuchten Umgebung des Hochmoores herrschen gute Erhaltungsbedingungen für organische Materialien, sodass sich neben vielen Geräten aus Holz auch hölzerne Hausreste erhalten haben. Da der feuchte Boden bereits in der Latènezeit entwässert werden musste, weist die Siedlung zahlreiche Drainagen und Entwässerungsgräben auf.

### Römerzeit (15 v. Chr. – 488 n. Chr.)
Das Königreich Noricum, das große Teile des heutigen Österreich – auch das Gebiet um Hallstatt – umfasste, entstand etwa um 200 v. Chr. Es bildete sich durch den Zusammenschluss von 13 Stämmen unter der Führung des Stammes der Noriker. Im Jahr 15. v. Chr. machte der römischen Kaiser Augustus Noricum zum tributpflichtigen Vasallenstaat. Dies geschah ohne kriegerische Auseinandersetzungen durch den Abschluss eines Vertrages, der die Verwaltung in den Händen der einheimischen Oberschicht beließ und ihr auch weiterhin umfangreiche Privilegien zugestand. Erst unter Kaiser Claudius, der von 41 bis 54 n. Chr. regierte, wurde Noricum zur Römischen Provinz mit militärischer Besatzung. In dieser Zeit wurden viele Höhensiedlungen aufgegeben und zugunsten kleiner Siedlungen und Städte nach römischem Vorbild in die Ebene verlegt (siehe auch Ambisonten).

#### Siedlung
Größere römische Siedlungsreste wurden in Hallstatt am Ufer des Sees im Gebiet der heutigen Katastralgemeinde Lahn festgestellt. Die Siedlung wurde wahrscheinlich gegen Ende des 1. Jahrhunderts n. Chr. gegründet und erlebte ihre Blüte im 2. und 3. Jahrhundert. In Anbetracht der hohen Qualität der Funde dürfte der Ort durchaus bedeutend gewesen sein. Aufgrund der schwierigen Forschungsbedingungen (siehe Kapitel Forschungsbedingungen – Grabungsbedingungen) ist über diese Siedlung nur wenig bekannt. Während der von Friedrich Morton zwischen 1925 und 1967 durchgeführte Grabungen in der Lahn und Hallstatt-Markt sind Reste von Steinbauten, die mit Fußbodenheizungen und Wandmalereien ausgestattet waren, festgestellt worden. Im 4. Jahrhundert wurde die Siedlung vermutlich verkleinert, aber nicht aufgegeben, wie zwei Körpergräber belegen, die im Bauschutt von abgerissenen Häusern angelegt wurden.

#### Friedhof
In die Blütezeit dieser Siedlung datieren auch 7 Brandgräber, die 1983 etwa 250 m von den oben genannten Wohngebäuden entfernt gefunden wurden. Sie wurden im 2. bis 3. Jahrhundert n. Chr. als kleine Steinkammern angelegt, in denen die Reste des Leichenbrandes teilweise mit reichen Beigaben versehen beigesetzt wurden.

#### Bergbau und Salzhandel
Nachweise für römischen Bergbau gibt es bislang nicht. Aufgrund der noch immer lückenhaften Kenntnisse über den Salzberg muss das nicht bedeuten, dass es keinen römischen oder römerzeitlichen Bergbau in Hallstatt gab. Denkbar ist, dass diese Bergwerke noch nicht gefunden wurden. Es ist aber auch möglich, dass Siedlung und Bergwerk der Latènezeit in römischer Zeit weiterhin genutzt wurden und die Römer sich auf die Kontrolle des Salzhandels beschränkten.

### Völkerwanderungszeit und nachfolgende Epochen (488 bis 1311)
Im Jahr 488 wurde das Gebiet um Hallstatt auf Anordnung Odoakers von der romanischen Bevölkerung geräumt. Aus der nachfolgenden Zeit ist kaum etwas über die Geschicke des Ortes bekannt. Wenige Keramikbruchstücke und Flurnamen, die auf spätlateinische Wurzeln zurückgehen, deuten an, dass nach dem Abzug der Römer weiterhin Menschen in Hallstatt lebten. Ob und wenn ja, wie das Hallstätter Salzvorkommen im gesamten Zeitraum vom 5. bis zum 13. Jahrhundert genutzt wurde, ist bislang völlig unbekannt. 

### Ab 1311
Der erste sichere Nachweis, den es zum Salzabbau in Hallstatt in der Folgezeit wieder gibt, ist eine Urkunde aus dem Jahr 1311. Sie steht im Zusammenhang mit der Neuordnung und Verstaatlichung des Bergbaus und Sudwesens unter Elisabeth von Kärnten, Görz und Tirol, der Ehefrau Albrechts I. Elisabeth erteilte darin den Bürgern von Hallstatt unter anderem das Marktrecht und verlieh Stellen in Form von Burglehen. Die urkundlich verfügten Regelungen deuten darauf hin, dass der Hallstätter Salzbergbau zu diesem Zeitpunkt bereits über einen längeren Zeitraum betrieben worden sein dürfte.
Im ausgehenden 15. Jahrhundert wurde der Salzberg infolge einer Wirtschaftskrise zur Sanierung der Staatskassen mehrfach verpachtet. Die privatwirtschaftliche Nutzung der Bergwerke wirkte sich schädlich auf die Abbauanlagen aus, weshalb die Pachtverhältnisse unter Maximilian I. wieder aufgelöst wurden. Ab dem 16. Jahrhundert wurden Betriebsprüfungen in den Salinen durchgeführt, die von Fachleuten vorgenommen wurden. Resultat aus diesen Prüfungen war 1524 die „Hallstätter Ordnung“, in der Kommentare und Verbesserungsvorschläge der Prüfer veröffentlicht wurden.
1527 wurde der Salzberg zum ersten Mal vollständig vermessen. Ein besonders einschneidendes Ereignis in der Geschichte Hallstatts ereignete sich im Jahr 1750, als ein Feuer im Ortskern neben zahlreichen Privathäusern alle staatlichen Gebäude und neun Häuser von Salzhändlern vernichtete.
Um 1900 waren in den Hallstätter Salinen etwa 250 Arbeiter beschäftigt, die zumeist aus Hallstatt und den umliegenden Gemeinden stammten. Sie waren in drei Lohngruppen eingeteilt und arbeiteten im 8-stündigen Schichtbetrieb unter Tage bzw. in zwölfstündigen Schichten über Tage. Die Bergarbeiter lebten wochentags in Unterkünften auf dem Salzberg. Die Weltwirtschaftskrise in den 20er Jahren führte in Hallstatt zu Teilstilllegungen des Salinenbetriebes. 1926 wurde im Salzbergbau Hallstatt das erste Schaubergwerk eingerichtet. Mit dem Anschlag eines neuen Stollens, nur vier Meter über dem Niveau des Hallstätter Sees gelegen, änderte sich der Alltag der Bergarbeiter der Hallstätter Saline entscheidend. Denn nachdem der neue Zugangsstollen 1952 mit den höher gelegenen Horizonten verbunden worden war, endete die jahrhundertelange Kasernierung der Bergarbeiter auf dem Salzberg. 1960 erhielt auch der Bergbaubetriebsleiter, der seit dem 13. Jahrhundert im Rudolfsturm auf dem Salzberg gewohnt hatte, eine Dienstwohnung im Tal. Heute wird der Salzabbau im Hallstätter Salzberg durch die Salinen Austria AG betrieben.

## Forschungsbedingungen
Die archäologische Erforschung von Hallstatt ist von einigen Besonderheiten geprägt, die es zumeist erschweren, manchmal auch erleichtern, Kenntnisse über die Vergangenheit zu erlangen.

### Grabungsbedingungen
Im Bereich des heutigen Ortsgebietes Ausgrabungen nur in sehr begrenztem Umfang überhaupt möglich. Freiflächen, auf denen Ausgrabungen prinzipiell durchgeführt werden könnten, gibt es im Ortsgebiet kaum. Seit 1996 zählt Hallstatt zum UNESCO-Weltkulturerbe und für viele Gebäude des Ortes besteht ein umfangreicher Denkmalschutz. Daher gibt es in Hallstatt nur wenige bauliche Veränderungen und bauvorbereitende oder -begleitende Ausgrabungen sind selten. Für die archäologische Forschung ist daher jede Baumaßnahme im Ortsgebiet eine meist unwiederbringliche Möglichkeit, ihre Kenntnisse über die Geschichte des Ortes zu erweitern. 
Eine der wenigen modernen Grabungen im Ortszentrum von Hallstatt wurde von Fritz Janu initiiert, dem Eigentümer eines Geschäftshauses. Zunächst im Keller des Hauses, anschließend auch in weiteren kleinen Bereichen des Grundstückes, wurden in der Zeit von 1987 bis 1994 archäologische Untersuchungen durchgeführt. Die Ausgrabung im Keller des Geschäfts ist noch heute frei zugänglich. Diese Grabungen erbrachten Spuren von Besiedlung aus ganz unterschiedlichen Epochen. Auch im zu Hallstatt gehörenden Salzbergtal, das eine der am dichtesten und am besten dokumentierten Industrielandschaften weltweit ist, sind den Forschern Grenzen gesetzt. Die Erforschung der obertägigen Befunde im Salzbergtal wird erschwert durch Massenbewegungen, die die Landschaft immer wieder verändern. Felsstürze, Rutschungen, Schuttströme und Muren sind in Hallstatt ebenso wie in anderen alpinen Gegenden üblich. Sie führten in prähistorischer Zeit wiederholt zur Aufgabe von Bergwerken und dürften auch Siedlungen auf dem Salzberg betroffen haben. Das Auffinden dieser Siedlungen, die im Salzbergtal von den Hallstatt-Forschern für die gesamte prähistorische Periode vermutet werden, wird durch die abgerutschten Erdmassen erschwert, die die alten Oberflächen noch heute oft mehrere Meter hoch überlagern. 
Die Massenbewegungen bieten der Forschung speziell in den Bergwerken aber auch Vorteile: Durch ihr Eindringen in untertägige Hohlräume und das Verfüllen derselben, schützten sie z. B. prähistorische Abbauräume gegen den Bergdruck und verhinderten, dass diese wieder verschlossen wurden. Die ursprüngliche Dimension einiger Abbauräume des bronzezeitlichen Bergwerks konnte so über 3000 Jahre lang bewahrt werden. Im Allgemeinen aber ist die Erforschung der prähistorischen Bergwerke ähnlich starken Einschränkungen ausgesetzt wie jene im heutigen Ortsgebiet. Denn die Untersuchung der prähistorischen Stollen und Abbauräume ist generell nur an jenen Stellen möglich, an denen diese noch zugänglich sind. Und das gilt im Regelfall nur für jene Reste des prähistorischen Bergbaus, die in den Gebieten der modernen Salzgewinnung durch die Salinen Austria AG liegen und noch offengehalten werden. 
Einer konzeptionellen Planung der Ausgrabungen und dem Setzen von Forschungsschwerpunkten sind dadurch im Berg ebenso wie im Tal enge Grenzen gesetzt. Für einige Bereiche wissen die Forscher aus den Aufzeichnungen der Saline, welche über mehrere Jahrhunderte zurückreichen, dass es dort Spuren von prähistorischem Bergbau gab. Mitunter erlauben diese Aufzeichnungen sogar eine grobe zeitliche Einordnung der archäologischen Reste. Da der neuzeitliche Bergbau bislang aber nur einen bestimmten Teil des Salzlagers berührte, sind noch immer große Teile des Hallstätter Salzberges völlig unerforscht. Prospektionsmöglichkeiten gibt es bislang nicht. Die Hallstätter Montanarchäologen arbeiten derzeit zusammen mit Geologen an deren Entwicklung.

### Erhaltungsbedingungen im Bergwerk

Hallstattzeitlicher Textilfund aus den Hallstätter Salzbergwerken.

Zu den Besonderheiten Hallstatts zählen auch die optimalen Erhaltungsbedingungen, die der Salzberg für organische Materialien bietet. Der hohe Salzgehalt der Umgebung wirkt bakterizid, die Existenz von Mikroorganismen wird verhindert. Zusätzlich sind Temperatur und Luftfeuchtigkeit konstant. UV-Strahlung gibt es nicht. All diese Faktoren führen dazu, dass der natürliche Alterungsprozess von Gegenständen beispielsweise aus Holz oder Leder im Berg unterbrochen wird. Erst mit der Ausgrabung setzt dieser Alterungsprozess von Neuem ein, so dass das wirkliche Lebensalter der Fundobjekte, die tatsächlich weit über 2000 Jahre alt sind, genaugenommen nur wenige Tage oder Wochen beträgt. Weltweit gibt es derartige Erhaltungsbedingungen für archäologische Zeugnisse bislang nur an zwei weiteren Orten, nämlich in den Salzbergwerken von Hallein, im österreichischen Bundesland Salzburg, und in Cher Abad im Nordwesten des Iran. Mehrere tausend Fragmente von sonst eher selten zu findenden hölzernen Arbeitsgeräten, über 300 Leder-, Fell und Hautobjekte, Reste von Speisen und auch menschliche Exkremente sind in den prähistorischen Bergwerken von Hallstatt gefunden worden. 
Einen besonderen Stellenwert unter den Hallstätter Funden nehmen die prähistorischen Textilien aus den Bergwerken ein. Sie bilden mit ihren fast 700 Einzelgeweben (mehr als 300 Textilkomplexe) eine der wichtigsten Sammlungen Europas. Ihre große Anzahl und die gute Erhaltung machen es möglich, an ihnen die Entwicklung der europäischen Textiltechnik von der Bronze- bis zur Eisenzeit nachzuvollziehen. Stoffreste gelangten aus unterschiedlichen Gründen in den Salzberg. Manche stammen von wollenen Fördersäcken, andere von Kleidung. Besonders auffällig sind dabei jene Stoffe, die aufgrund aufwendiger Verzierung mit Borten oder teuren Einfärbungen eher für den obertägigen Gebrauch bestimmt scheinen. Textilforscher vermuten daher, dass jene von ehemaligen Prunkgewändern stammen könnten, die im Bergwerk in letzter Verwendung als Lumpen dienten. Auch im Hallstätter Gräberfeld wurden Reste von Textilien festgestellt. Sie haben sich in mineralisierter Form als Anhaftungen an metallenen Beigaben erhalten, wie z. B. an dem latènezeitlichen Schwert aus Grab 994. Diese lassen Rückschlüsse auf Fadenstärke, Drehrichtung und mitunter sogar Musterung zu. Die in den Gräbern von Hallstatt gefundenen Textilreste sind vergleichbar mit den aufwendigeren Stoffstücken aus den Salzbergwerken.

## Forschungsgeschichte

### Altgrabungen und Verbleib der Funde

Ansichten verschiedener Körpergräber aus der Grabungsdokumentation von J.G. Ramsauer zum Gräberfeld von Hallstatt.

Seit der Zeit um 1600 sind archäologische Funde aus Hallstatt bekannt. Erste Grabungen gab es ab 1824. Über lange Jahre wurde die Erforschung der archäologischen Reste in Hallstatt ausschließlich durch die Saline gewährleistet, die auch heute noch Grundeigentümerin der betroffenen Flächen ist. Erst ab 1871 wurden die ersten Ausgrabungen von Museen finanziert. Bis heute beteiligt sich die Salinen Austria AG an den archäologischen Forschungen in Hallstatt und unterstützt die Archäologen des Naturhistorischen Museums Wien in Fortsetzung einer fast 200-jährigen Tradition logistisch und finanziell in großem Umfang. 
Der berühmteste Ausgräber in der Geschichte Hallstatts ist der Salinen-Bergmeister Johann Georg Ramsauer. Er führte in der Zeit von 1846 bis 1863 systematische Grabungen im Salzbergtal durch, bei denen er große Teile des prähistorischen Friedhofs untersuchte und insgesamt 980 Gräber freilegte. Ramsauer dokumentierte auf Anregung eines Vertreters des Museums Francisco-Carolinum in Linz seine Untersuchungen mit umfangreichen Protokollen, Grabbeschreibungen und Gräberfeldplänen sowie mit vielen Aquarelltafeln, auf denen Grabanlagen und Fundtypen festgehalten wurden. Mit dieser Dokumentationsmethode war Ramsauer seiner Zeit weit voraus und erreichte einen wissenschaftlichen Standard, der so erst viele Jahre später in der archäologischen Forschung verbindlich wurde. Die Funde aus seinen Grabungen bilden heute den Grundstock der Hallstatt-Sammlung des Naturhistorischen Museums in Wien. 
Zu den wichtigsten Forschern in Hallstatt gehört auch Isidor Engl, der unter Ramsauer vor allem mit der Dokumentation der Grabfunde betraut war und von 1871 bis 1877 im Auftrag des Museums Francisco-Carolinum in Linz Grabungen im Gräberfeld durchführte. Die Funde wurden zumeist in das Museum nach Linz gebracht, welches heute zu den Oberösterreichischen Landesmuseen gehört. In der Folgezeit führte Engl Untersuchungen gemeinsam mit Vertretern des Naturhistorischen Hofmuseums, dem heutigen Naturhistorischen Museum in Wien durch und ab 1884 arbeitete er für den Hallstätter Musealverein. Die Funde gelangten danach jeweils in den Besitz der entsprechenden Einrichtungen. 
Unter den weiteren nennenswerten Ausgräbern von Hallstatt ist – für die damalige Zeit unüblich – auch eine Frau: Marie Gabriele Ernestine Alexandra Herzogin von Mecklenburg, geborene Gräfin von Windisch-Grätz, die im Herbst 1907 in Hallstatt innerhalb von 4 Wochen zusammen mit ihren Mitarbeitern 45 Gräber freilegte. Ihre so entstandene umfangreiche Sammlung wurde nach dem Zusammenbruch der Habsburgermonarchie konfisziert und zunächst an das Nationalmuseum des neuen Königreiches der Serben, Kroaten und Slowenen nach Ljubljana übergeben. Nach der Aufhebung der Konfiszierung 1929 gelangte die Sammlung der inzwischen verstorbenen Herzogin in den Besitz ihrer Tochter Maria Antoinette, die selbige im Ausland versteigern ließ. In der von Rezession geprägten Zeit zog sich der Verkauf über viele Jahre hin, bis die Sammlung ab 1934 schließlich in mehreren Teilen fast vollständig vom Peabody Museum in Cambridge, Massachusetts, erworben wurde. 
Auch Friedrich Morton gehört zu den bedeutendsten Hallstatt-Forschern. Morton war ein vielfältig gebildeter Wissenschaftler, der gemeinsam mit Adolf Mahr 1927 die ersten Grabungen im bronzezeitlichen Bergwerk an der Fundstelle Grünerwerk durchführte. 1936 und 1937 leitete er Ausgrabungen auf der Dammwiese im Salzbergtal. Die ausschließlich ins 1. Jahrhundert v. Chr. datierenden Funde aus dieser Grabung wurden an das Museum Hallstatt übergeben. 1937 bis 1939 untersuchte er den nordwestlichen Teil des prähistorischen Gräberfeldes, wobei es ihm gelang, weitere 61 Bestattungen freizulegen, die in die Zeit zwischen 600 und 350 v. Chr. datierten. Die Funde aus diesen Grabungen gingen an das Museum in Hallstatt. 
Es ist nicht möglich, den Verbleib aller jemals in Hallstatt gemachten Funde nachzuvollziehen. Zum einen ist aufgrund der fehlenden Grabungsdokumentationen der Frühzeit nicht immer bekannt, welche Funde bei den einzelnen Grabungen überhaupt geborgen wurden. Zum anderen war es im 19. Jahrhundert durchaus üblich, Funde aus den Grabungen an bekannte Persönlichkeiten zu verschenken. Objekte aus Hallstatt kamen daher auch an den österreichischen Kaiserhof, von wo aus sie in Museen und Privatsammlungen in aller Welt gelangten. Selbst jene Funde, die ursprünglich in die genannten Museen kamen, müssen sich dort heute nicht mehr befinden. Bis in die 1940er Jahre war es üblich, dass Fundobjekte zwischen den einzelnen Häusern getauscht wurden, um so den Besuchern möglichst vielfältige Sammlungen präsentieren zu können.

### Moderne Forschungen

Bronzezeitlicher Tragsack aus ungegerbter Rinderhaut aus den Hallstätter Salzbergwerken.

Zu den ersten modernen Grabungen in Hallstatt zählen jene Untersuchungen, die ab 1960 in den prähistorischen Bergwerken dort stattfanden, wo der Mann im Salz gefunden worden war. Sie wurden zunächst von Karl Kromer, dem damaligen Direktor der Prähistorischen Abteilung des Naturhistorischen Museums (NHM) in Wien geleitet und danach von Fritz Eckart Barth übernommen, der ihm auch als Abteilungsdirektor nachfolgte. Seit 2001 werden die montanarchäologischen Forschungen von Hans Reschreiter geleitet. Sie konzentrieren sich auf den bronzezeitlichen und den hallstattzeitlichen Bergbau. Die heutigen Forschungen am Gräberfeld resultieren aus einer 1992 durchgeführten archäologischen Baubegleitung. Damals wurden auf dem Salzberg ein Kanal und eine Druckrohrleitung gebaut, die nördlich am hallstattzeitlichen Gräberfeld vorbeiführen sollten. Dabei zeigte sich, dass das Gräberfeld entgegen der damaligen Forschungsmeinung und trotz einer weit über 100-jährigen Grabungstätigkeit noch immer nicht vollständig erfasst war. 
1993 wurde die Leitung der seitdem jährlich hier stattfindenden Grabungskampagnen an Anton Kern, den heutigen Leiter der Prähistorischen Abteilung des NHM übergeben. 1995 richtete die Prähistorische Abteilung gemeinsam mit der Salinen Austria AG eine Außenstelle des Naturhistorischen Museums in Hallstatt auf dem Salzberg ein. Seit 2002 ist diese Außenstelle in der alten Bergschmiede im Hochtal untergebracht. Dort befindet sich neben Büro- und Arbeitsräumen, die für Besucher zu bestimmten Zeiten zugänglich sind, auch ein kleiner Schauraum, in dem während der Grabungen aktuelle Funde ausgestellt werden. In der Außenstelle sind außerdem Werkstätten für Experimentelle Archäologie untergebracht, welche in der Hallstatt-Forschung einen besonderen Stellenwert hat. Seit den 1960er Jahren werden unmittelbar mit den Ausgrabungen verbunden experimentalarchäologische Forschungen nach wissenschaftlichen Kriterien durchgeführt. Zahlreiche Erkenntnisse zum geborgenen Fundmaterial, für das sich aufgrund der Erhaltungsbedingungen oft kein Vergleich aus anderen Ausgrabungen findet, sind dieser archäologischen Methode geschuldet. 
Der Kenntnisgewinn durch experimentelle Archäologie lässt sich z. B. an den bronzezeitlichen Tragsäcke gut belegen. Diese Tragsäcke, von denen komplett erhaltene Exemplare in den Bergwerken gefunden wurden, haben anders als moderne Rucksäcke nur einen Schulterriemen und einen Holzknüppel. Experimente mit genauen Nachbildungen der Originale zeigten, dass durch den Holzknüppel zum Entleeren des Sacks nur ein minimaler Kraftaufwand notwendig ist. Des Weiteren erwies sich die gewickelte und damit variable Befestigung des Schultergurtes am Tragsack als wesentlich für den Tragekomfort, da sie eine individuelle Anpassung an die Körpergröße des Benutzers ermöglicht. Neben der Experimentellen Archäologie gibt es im Hallstatt-Projekt Untersuchungen der Archäobotanik, Archäometallographie, Archäometrie, der prähistorischen DNA, Parasitologie und Dendrochronologie. Außerdem werden landschafts- und umweltarchäologische Fragen bearbeitet. Dies geschieht in Kooperationen und Forschungsprojekten mit zahlreichen österreichischen und europäischen Institutionen. Eine rege Zusammenarbeit gibt es außerdem noch immer mit dem Hallstätter Musealverein, der im „Museum Hallstatt“ Originalfunde aus den Bergwerken und dem Gräberfeld für ein breites Publikum zugänglich gemacht.
Seit Juni 2016 erfolgen mehrere Kernbohrungen von einem Ponton 20 m tief in das Sediment am Grund des Sees. Die Schichtung der Ablagerungen von Pflanzenteilen und Mineralien wird erforscht, um der Geschichte bis zurück in die Steinzeit auf den Grund zu gehen. Die Plattform wurde in Österreich entwickelt, Naturhistorisches Museum (NHM) Wien, Universität Innsbruck und das GeoForschungsZentrum Potsdam (D) führen das interdisziplinäre Projekt durch.
2019 wurden weitere Erkundungsbohrungen mit einer neuen Technik unternommen.